# کانن پراداکشن پرینتینگ
کانن پراداکشن پرینتینگ (انگلیسی: Canon Production Printing، انگلیسی: Oce تا پایان سال 2019) شرکت فناوری اطلاعات هلندی است، که در سال ۱۸۷۷ تأسیس شد.  این شرکت شامل واحدهای مختلف تحقیق و توسعه و تولید در کشورهای مختلف:  هلند، آلمان، ژاپن، جمهوری چک، رومانی و آمریکا است.  در سال 2010 ، این شرکت توسط شرکت کانن خریداری شد.